# Jaromír Weinberger
Jaromír Weinberger (ur. 8 stycznia 1896 w Pradze, zm. 8 sierpnia 1967 w St. Petersburg w stanie Floryda) – amerykański kompozytor pochodzenia czeskiego.

## Życiorys
Początkowo uczył się kompozycji u Jaroslava Křički, Václava Talicha i Rudolfa Karela, później studiował w Konserwatorium Praskim u Vítězslava Nováka (kompozycja) i Karela Hoffmeistera (fortepian). Odbył też studia muzyczne w Lipsku u Maxa Regera. W 1922 roku wyjechał do Stanów Zjednoczonych, gdzie wykładał w Ithaca College w stanie Nowy Jork. W 1923 roku wrócił do Czechosłowacji, gdzie był m.in. dyrektorem opery w Bratysławie i dyrektorem szkoły muzycznej w Chebie. Ze względu na żydowskie pochodzenie w 1939 roku wyemigrował do Stanów Zjednoczonych, w 1948 roku otrzymał amerykańskie obywatelstwo.
Przez większość życia zmagał się z depresją. Załamany brakiem uznania dla swojej twórczości, popełnił samobójstwo.

## Twórczość
W swoich kompozycjach wykorzystywał melodie z czeskich pieśni i tańców ludowych, sięgał też po elementy jazzu oraz popularnych tańców i piosenek. W latach 40. XX wieku w jego twórczości zaczęły pojawiać się także wątki religijne.

## Ważniejsze dzieła
(na podstawie materiałów źródłowych)

### Utwory orkiestrowe
- Overture to a Marionette Play (1916)
- poemat symfoniczny Don Quijote (1918)
- Christmas na organy i orkiestrę (1929)
- Liebesplauder, Neckerei na małą orkiestrę (1929)
- České písně a tance (1930)
- Passacaglia na organy i orkiestrę (1931)
- Overture to a Knightly Play (1931)
- Neima Ivrit (1936)
- Koncert na kotły, 4 trąbki i 4 puzony (1939)
- Under the Spreading Chestnut Tree na fortepian i orkiestrę (1939)
- The Legend of Sleepy Hollow (1940)
- uwertura The Bird’s Opera (1940)
- Song of the High Seas (1940)
- Mississippi Rhapsody (1940)
- Prelude and Fugue on a Southern Folktune (1940)
- Czech Rhapsody (1941)
- Lincoln Symphony (1941)
- Prelude to the Festival (1941)
- Afternoon in the Village (1951)
- Préludes réligieux et profanes (1954)
- Aus Tirol (1959)
- A Waltz Overture (1960)

### Utwory kameralne
- Colloque sentimental na skrzypce i fortepian (1920)
- Cowboy’s Christmas na skrzypce i fortepian (1924)
- Banjos na skrzypce i fortepian (1924)
- Šest českých tanců na skrzypce i fortepian (1929)
- 10 Characteristic Solos na werbel i fortepian (1939–1941)

### Utwory fortepianowe
- Sonatina (1908)
- Sonata d-moll (1915)
- Gravures (1924)
- Etude on a Polish Chorale (1924)

### Utwory organowe
- Bible Poems (1939)
- Sonata (1941)
- 6 Religious Préludes (1946)
- Dedications (1954)
- Meditations (1956)

### Utwory wokalno-instrumentalne
- Hatikvah na głos i fortepian (1919)
- Psalm CL na sopran lub tenora i organy (1940)
- kantata solowa The Way to Emmaus na głos wysoki i fortepian (1940)
- Ecclesiastes na sopran, baryton, chór, organy i dzwony (1946)
- Ave na chór i orkiestrę (1962)

### Opery
- Kocourkov (ok. 1926)
- Švanda dudák (1926, wyst. Praga 1927)
- Milovaný hlas (1930, wyst. Monachium 1931)
- Lidé z Poker Flatu (1932, wyst. Brno 1932)
- Valdštejn (1937, wyst. Wiedeń 1937)

### Operetki
- Jarní bouřel (1933, wyst. Berlin 1933)
- Apropó, co dělá Andula? (wyst. Brno 1934)
- Na ruzich ustlano (1934)

### Balet
- Saratoga (wyst. Cincinnati 1941)